# Carinina buddenbrocki
Carinina buddenbrocki är en djurart som tillhör fylumet slemmaskar, och som först beskrevs av Friedrich 1935.  Carinina buddenbrocki ingår i släktet Carinina och familjen Tubulanidae. Inga underarter finns listade i Catalogue of Life.